# Serrat de la Capella
El Serrat de la Capella es un barrio de Seo de Urgel. El 2001 tenía 84 habitantes y se encuentra al norte de Seo de Urgel, bastante separado del núcleo principal. Se encuentra debajo del turón del pla de les Forques y cerca del río Valira, por encima de la rotonda de la carretera N-260 y en medio de la carretera que va hacia Andorra.
En el último Plan General de Organización Ubanística de Seo de Urgel se prevé la ampliación del barri, la mejora de los equipamientos y la conexión del núcleo con la ciudad.

Mapa del municipio de Seo de Urgel.

- Datos: Q3781394